# Сурженко, Александр Алексеевич
Александр Алексеевич Сурженко (31 марта 1937, Красный Деркул, Ворошиловградская область — 1 декабря 2016, Тюмень) — советский, российский нейрохирург; кандидат медицинских наук, доцент кафедры нервных болезней с курсом детской неврологии и нейрохирургии Тюменского медицинского университета; заслуженный врач РФ.

## Биография
Родился 31 марта 1937 года в селе Красный Деркул (ныне — Луганской области). Во время войны жил в Луганской области.
В 1960 году окончил Харьковский медицинский институт, работал в Челябинске-50. Окончив клиническую ординатуру по нейрохирургии Свердловского мединститута, заведовал созданным им нейрохирургическим отделением больницы № 3 Нижнего Тагила (Свердловская область). С сентября 1969 года — ассистент кафедры нервных болезней и нейрохирургии Тюменского медицинского института, с 1981 — доцент по курсу нейрохирургии кафедры нервных болезней. В 1970 году защитил кандидатскую диссертацию по проблемам энцефалитов стволовой локализации.
Одновременно заведовал нейрохирургическим отделением Тюменской областной клинической больницы, являлся главным (внештатным) нейрохирургом Тюменского облздравотдела; консультировал и оперировал по линии санитарной авиации в Тюменской области и нынешних Ханты-Мансийском и Ямало-Ненецком округах.
В 1985—1987 годах он находился в загранкомандировке в Анголе в качестве старшего врача-нейрохирурга госпиталя, в 1989—1990 — в загранкомандировке в Ираке в качестве врача-консультанта.
С 1990 продолжал работать доцентом кафедры нервных болезней, одновременно являясь консультантом по нейрохирургии 2-й городской больницы Тюмени. С декабря 2008 года, продолжая преподавательскую деятельность, являлся внештатным консультантом отдела сложных экспертиз Тюменского областного бюро судебно-медицинской экспертизы.
Умер 1 декабря 2016 года (Акт о смерти № 6055, Тюмень).

### Семья
Сын —  Сергей Александрович Сурженко от жены Ирины Сурженко
Жена - Людмила Яковлевна Кузьмина (с 23.11.1983)

## Избранные труды
- Сурженко А. А. Клиника и дифференциальная диагностика опухолей и энцефалитов стволовой локализации : Автореф. дис. … канд. мед. наук. — Свердловск, 1969. — 23 с.[4]
- Дифференциальный диагноз опухолей и воспалительный процессов стволовой локализации.
- курс лекций для подготовки мануальных терапевтов.

## Награды
- Медаль «Дети войны»
- Заслуженный врач Российской Федерации (22.12.1999)[5]
- почётная грамота Тюменского правительства — в честь 50-летия ТюмГМА.